# LZ-2 (Spanje)
De LZ-2 is een verkeersweg op het Spaanse eiland Lanzarote. De weg loopt vanuit de stad Arrecife via Tias en Yaiza naar het zuiden van het eiland bij de plaats Playa Blanca. De totale lengte is 37 km. Bij Arrecife sluit de LZ-2 aan op de randweg LZ-3.
Het gedeelte tussen Arrecife en Tias is de enige autosnelweg op het eiland met 2 rijbanen met elk 2 rijstroken en ongelijkvloerse kruisingen door middel van op- en afritconstructies. Hier bevindt zich ook de aansluiting naar luchthaven Lanzarote. Ten zuiden van Tias tot aan de zuidelijke kustplaats Playa Blanca bestaat de weg uit 1 rijbaan en 1 rijstrook per richting en overwegend gelijkvloerse kruisingen.